# Lithonida
Lithonida é uma ordem de esponjas calcárias da subordem Calcaronea.

## Famílias
- Minchinellidae Dendy e Row, 1913
- Petrobionidae Borojevic, 1979